# M/V Finnbirch

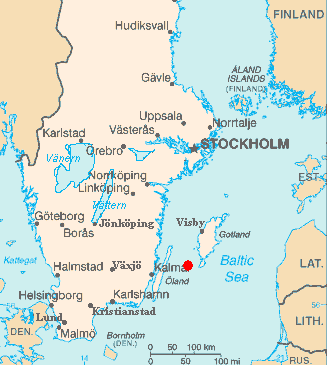
MV Finnbirchs förlisningsplats

M/V Finnbirch var ett RoRo-fartyg ägt av rederiet Lindholm Shipping. Fartyget förliste i en storm över Östersjön den 1 november 2006.

## Fartyget
Fartyget byggdes med namnet Stena Prosper 1978 på varvet Hyundai Heavy Industries Co Ltd. i Ulsan, Sydkorea. Har sedan dess seglats under namnen Atlantic Prosper, Merzario Ionia, Stena Ionia, Stena Gothica och Bore Gothica innan det 1996 fick namnet Finnbirch.

## Förlisningen
Den 1 november 2006 var det svenskregistrerade fartyget på väg från Helsingfors till Århus då det försvann från radarn klockan 19:37 och sjönk i farvattnen mellan Öland och Gotland efter att ha legat med 30 grader slagsida i fyra timmar. Orsaken till slagsidan och därmed förlisningen var att lasten var bristfälligt surrad och därför började att röra sig i när fartyget gungade i det hårda vädret i vågor upp till 5 meter höga, vilket sällan förekommer. Vid olyckstillfället fanns fjorton besättningsmän ombord; fyra svenskar och tio filippinier. Tretton personer bärgades ur vattnet och fördes till länssjukhuset i Kalmar. En av de räddade avled senare på sjukhuset och sökandet efter den 14:e besättningsmedlemmen avblåstes efter 10 timmars sökande, då hoppet ansågs vara ute. Han hittades och bärgades 22 november med hjälp av en obemannad undervattensfarkost.
Det fanns 250 ton tjockolja och tio ton smörjolja ombord på Finnbirch. Dagen efter olyckan, den 2 november 2006, upptäckte ett fartyg från kustbevakningen att fartyget läckte olja..
Finnbirch ligger på 83 meters djup på position 56-48,301N 17-12,264E.